# Maya Simionescu
Maya Simionescu (n. 23 februarie 1937, București) este un biolog român, membru titular (1991) și vicepreședinte al Academiei Române din 1998.

## Studii și carieră
A absolvit Liceul „Iulia Hasdeu” în anul 1954 și Facultatea de Biologie din cadrul Universității București în 1959. În copilărie dorea să devină medic pediatru, dar a ales alt domeniu, cercetarea.
Și-a luat doctoratul în științe biologice în anul 1978. La acea vreme, lucrase deja la Institutul Rockefeller din Statele Unite ale Americii (unde a ajuns prin intermediul lui George Emil Palade) și era profesor asociat la Universitatea Yale (SUA). A predat biologie celulară la Facultatea de Medicină din cadrul Universității Yale, la Universitatea McGill din Montreal (Canada), la Universitatea Columbia din New York și cardiologie la Universitatea California din Los Angeles.  
A fondat, alături de soțul său, Nicolae Simionescu, specialitatea de biologie celulară în România și Institutul de Biologie și Patologie Celulară „Nicolae Simionescu“ din București.  
Alături de prof. Nicolae Simionescu, face parte dintre fondatorii Institutului de Biologie și Patologie Celulară (IBPC) din București, Institut la a cărui inaugurare oficială, în anul 1979, a luat parte și George Emil Palade, a Societății Române de Biologie Celulară, punând bazele școlii românești de biologie celulară. Maya Simionescu este cercetător științific (din 1979) și director (din 1995) al Institutului de Biologie și Patologie Celulară "Nicolae Simionescu" din București. IBPC a fost ales în 1990 institut membru al "UNESCO - Molecular Cell Biology Network". Este, de asemenea, din 1995, președinte al Societății Române de Biologie Celulară.
Principalul său domeniu de cercetare este biologia celulară, moleculară și patologia sistemului cardiovascular, cu precădere alterările care au loc în ateroscleroză și diabet. Acesta include studii asupra corelațiilor structură-funcție la nivelul inimii, a vaselor de sânge, biologia și patologia celulei endoteliale, modificări celulare și moleculare în hipercolesterolemie și hiperglicemie. Împreună cu Nicolae Simionescu, a contribuit la definirea unor termeni și concepte noi, folosite în literatura de specialitate.

## Articole și lucrări publicate
Rezultatele activității sale științifice s-au concretizat în sute de lucrări publicate în reviste internaționale, capitole de carte publicate de cunoscute edituri (în colaborare), între care: 
- 200 de articole științifice publicate în reviste internaționale peer review (Journal of Cell Biology, Laboratory Investigation, FASEB Journal, American Journal of Pathology, Endothelium, Atherosclerosis, Biochimica Biophysica Acta, Acta Diabetologica etc.);
- 40 de capitole în manuale (Elsevier, Annals of New York Academy of Science, Raven Press, William and Wilkins, Academic Press, Marcel Dekker, Springer International etc.);
- 2 monografii publicate de Plenum Press (coeditor);

- 1 monografie în limba română[2]
- Științele biologice din România. Compendiu (coordonator alături de Octavian Popescu), Editura Academiei Române, București, 2022.

## Premii și onoruri
1978 - Premiul internațional Louis și Arthur Lucian pentru cercetare în bolile circulatorii - Universitatea McGill, Montreal, Canada
1987 - Medalia Institutului de Microscopie Electronică Clinică, Bologna, Italia
1990 - Ludwig Schaefer profesor distins, Universitatea Columbia, SUA
1990 - Profesor Borum de Cardiologie,Universitatea din California, Los Angeles, SUA
1990 - Membru corespondent al Academiei Române
1991 - Ludwig Schaefer profesor distins, Universitatea Columbia, SUA
1991 - Membru al Academiei Române
1998 - Vicepreședinte al Academiei Române
1998 - Membru al Academiei de Științe Medicale
1998 - Premiul Sanofi Tromboza - pentru Cercetarea Aterosclerozei și Trombozei
2000 - Doctor Honoris Causa al Universității „Ovidius”, Constanța, România
2000 - Doctor Honoris Causa al Universității de Medicină „Gr.T.Popa”, Iași, România
2001 - UNESCO - Premiul special de onoare L'Oreal pentru femeile în știință
2001 - Premiul „Rio Branco - Comendador”, al Președinției braziliane  
2001 - Membru de Onoare al Academiei de Științe, Republica Moldova
În anul 2008 președintele Traian Băsescu a decorat-o cu Ordinul Național „Steaua României” în grad de Mare Ofițer, după ce în 2004 i se decernase distincția „Meritul Cultural” în grad de Ofițer. În 2013 președintele Franței i-a acordat, prin intermediul ambasadorului Franței la București, distincția de Cavaler al Ordinului Legiunii de Onoare.